# Estado de Maracaju
```
   |-
       | 
Erro:
:  
valor não especificado para "
continente
"
```

Estado de Maracaju foi a criação revolucionária de um estado federativo brasileiro que existiu sem autorização da União de 10 de julho a 2 de outubro de 1932, durante as agitações da Revolução Constitucionalista de 1932.
O estado reclamava o território que hoje ocupa o estado de Mato Grosso do Sul. Seu nome deriva-se da serra que corta o estado. Teve como seu governador o então prefeito de Campo Grande, Vespasiano Barbosa Martins. Durante essa época, tiveram também os seguintes nomes: como secretário-geral, Arlindo de Andrade Gomes; como Chefe de Polícia do Estado, Leonel Velasco; e como prefeito de Campo Grande, Artur Mendes Jorge Sobrinho.
Criado a partir da divisão de Mato Grosso na sua parte meridional, o estado é uma precoce demonstração das pretensões separatistas com relação ao governo de Cuiabá. Durante a Revolução Constitucionalista, o sul de Mato Grosso apoiou a causa paulista, na pessoa do general Bertoldo Klinger. Com o fim da revolução e a vitória militar do governo central, o estado foi dissolvido, mas serviria de embrião para o que seria o hoje estado de Mato Grosso do Sul.

## Contexto Histórico
Em julho de 1932, quando iniciou a Revolução Constitucionalista em São Paulo, o general Bertoldo Klinger comandava a Circunscrição Militar de Mato Grosso e, durante as preparações para o levante, prometia levar 5 mil soldados e copiosa munição daquele estado para engrossar as fileiras da tropas paulistas. Contudo, com a súbita exoneração do general ocorrida em 8 de julho, por conta de uma carta em termos ofensivos enviada no dia 1º daquele mês ao Ministro da Guerra Augusto Espírito Santo Cardoso, ficou comprometida as conspirações em curso no Mato Grosso, bem como a adesão total ao levante das unidades do Exército sediadas naquele estado, em especial, aquelas situadas em Cuiabá, que estavam alheias a situação e acabaram por permanecerem leais ao governo federal na ocasião da deflagração do conflito. Em substituição ao general Klinger, o coronel de engenharia Oscar Saturnino de Paiva foi nomeado interinamente ao comando daquela Circunscrição Militar. Contudo, Saturnino de Paiva veio a também aderir ao levante deflagrado em São Paulo no dia seguinte, o que em muito facilitou a aliança entre os paulistas e aquelas unidades do Exército e da Força Pública Mato-grossense. O coronel também participou da cerimônia de criação do novo estado e da posse do seu governador aclamado, Vespasiano Martins, ocorrida na tarde de 11 de julho de 1932.

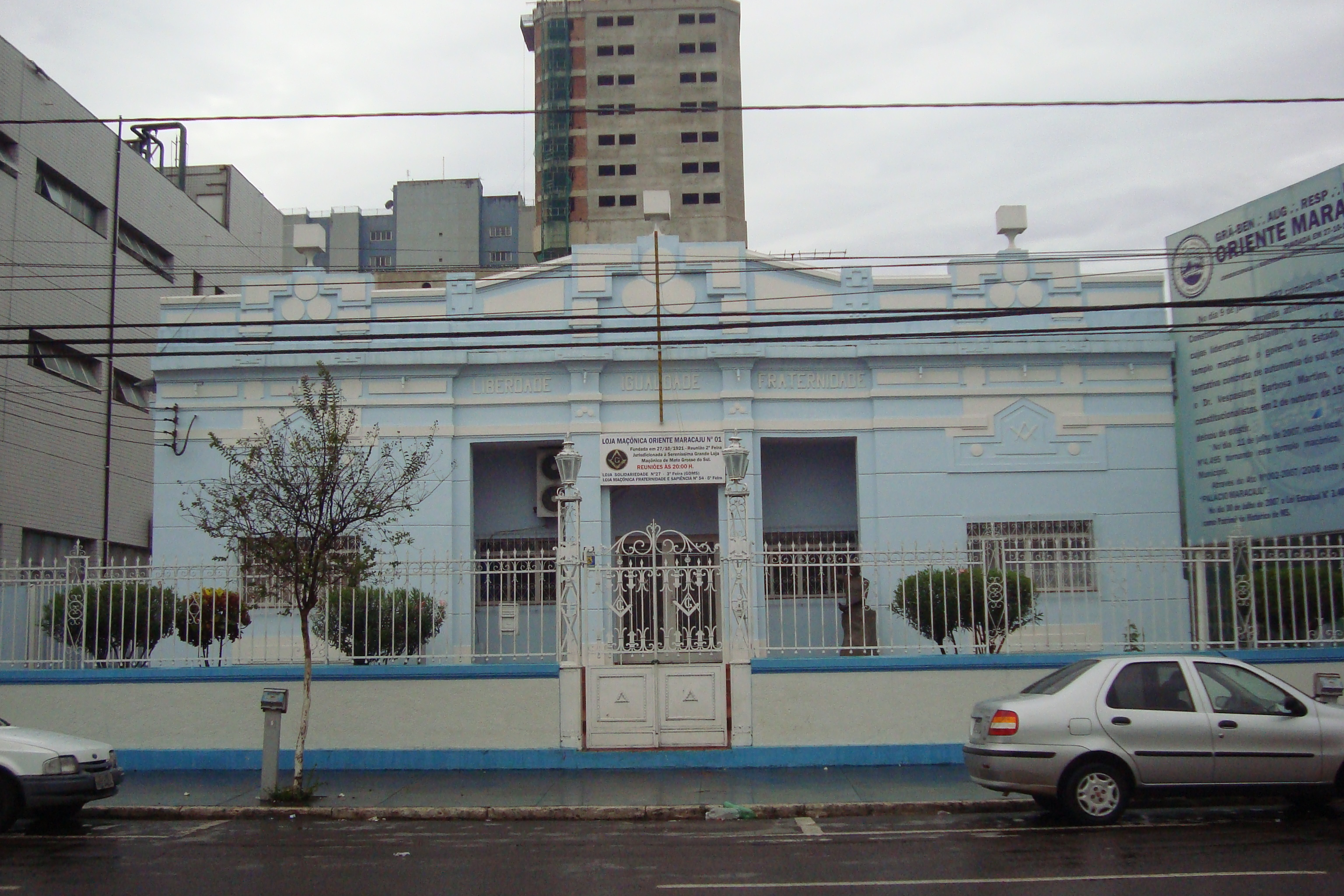
Loja Maçônica Oriente Maracaju, antigamente serviu como Palácio Maracaju, sede do Estado de Maracaju, localizado em Campo Grande, Mato Grosso do Sul.

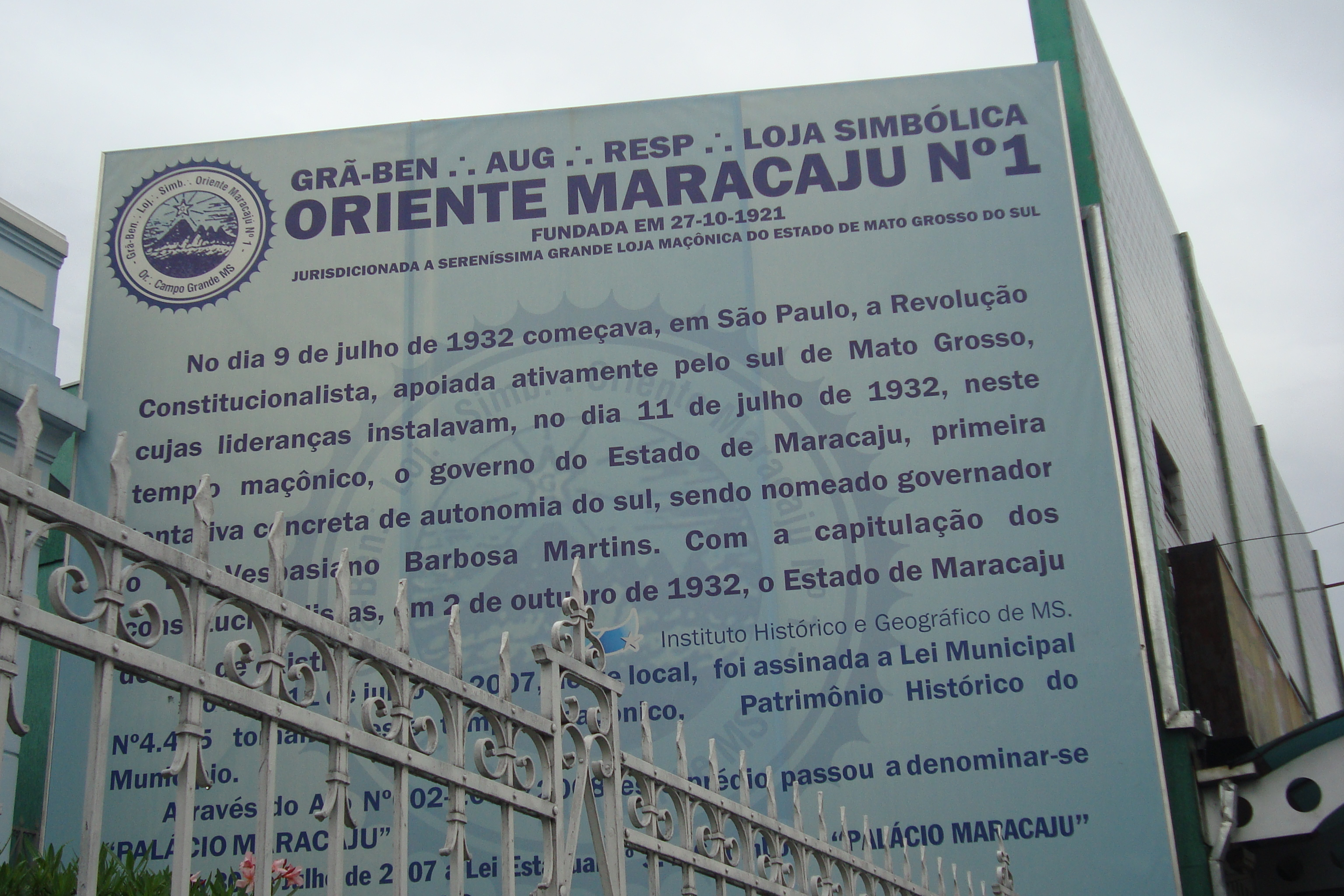
Placa indicativa do Palácio Maracaju.

O setor respectivo ao estado de Maracaju, então comandado pelo coronel Oscar Saturnino de Paiva, foi entregue ainda no mês de julho para o coronel Francisco Jaguaribe Gomes de Mattos, que a princípio de setembro veio a ser substituído pelo coronel Nicolau Bueno Horta Barbosa. O coronel Saturnino de Paiva veio a assumir no mês seguinte o comando do destacamento paulista respectivo ao denominado setor leste de combate, situado na região de Campinas. Desde os primeiros combates o destacamento constitucionalista de Maracaju assumiu a ofensiva para garantir posições estratégicas para o controle da região. À leste, aquela tropa desbaratou uma coluna de soldados federais em Santana do Paranaíba, e também outra vinda de Goiás, com vários elementos tendo sido presos. Também repeliram forças federais em Três Lagoas e Porto XV de Novembro. Ao norte, em Coxim, também debelaram uma coluna vinda de Cuiabá que visava a tomada de Campo Grande. Mais ao sul, em Bela Vista, os rebeldes tomaram a cidade após súbita resistência do interventor municipal, o major Mário Garcia, e do comandante do 10.º Regimento de Cavalaria Mecanizado que inicialmente haviam declarado apoio a Revolução. A oeste, os combates foram mais intensos, tendo as tropas revolucionárias tomado a cidade de Corumbá, a Base Fluvial de Ladário, Porto Esperança, o Forte Coimbra e, por fim, Porto Murtinho, em 12 de setembro de 1932, onde lá desbarataram a flotilha liderada pelo monitor fluvial Pernambuco e o destacamento governista comandado pelo coronel do Exército Leopoldo Nery da Fonseca Junior. As batalhas pela tomada de Porto Murtinho e Porto Esperança foram os feitos mais notáveis daquelas tropas no conflito, cuja vitória também garantiu para os rebeldes o controle de toda a região atualmente contemplada pelo Estado do Mato Grosso do Sul. Além disso, garantiram o acesso ao Oceano Atlântico pelo Rio Paraguai, ao Rio Paraná e a fronteira brasileira com a Bolívia e o Paraguai para viabilizar a entrada de recursos bélicos em favor das tropas revolucionárias, uma vez que o Porto de Santos estava sob bloqueio da esquadra naval governista. Ainda em meados de setembro, parte daquela força mato-grossense viria dar reforço na frente sul e frente leste paulista de combate, com o Batalhão Visconde de Taunay junto com uma unidade de artilharia se deslocando para Capão Bonito para combater tropas gaúchas. O controle da região sul do então Estado do Mato Grosso viabilizou o acesso dos revolucionários ao estrangeiro, algo que até então estava restringido, inclusive por meio dele conseguiram realizar o translado dos novos aviões adquiridos dos EUA. A atuação das tropas de Maracaju foi mais tarde reconhecida como notável pelos comandantes paulistas.
Até a data de rendição, ocorrida em 2 de outubro, o território do estado de Maracaju permaneceu com livre-trânsito para os paulistas, tendo inclusive boa parte dos líderes do levante fugido via Campo Grande do cerco governista na véspera do armistício. Porém, entre 3 e 4 de outubro, as tropas rebeldes situadas na Capital, após tomarem conhecimento do armistício em São Paulo, se amotinaram e prenderam o seu comandante, o coronel Nicolau Horta Barbosa. No entanto, as demais regiões do estado continuaram nas mãos dos revoltosos por mais algumas semanas até negociarem a deposição de armas e sua rendição às tropas federais. 
O último reduto revolucionário foi na região de Bela Vista e Ponta Porã, cujo destacamento constitucionalista comandando pelo coronel Jaguaribe de Mattos se rendeu somente no dia 25 de outubro, na cidade de Bela Vista, perante as tropas federais comandadas pelo então tenente-coronel Francisco Gil Castelo Branco. Apesar da derrota militar dos rebeldes, em 1º de janeiro de 1979 a divisão regional ocorrida em 1932 foi consumada com a criação do estado de Mato Grosso do Sul, por meio da lei complementar nº 31 de 11 de outubro de 1977 que criou o Estado do Mato Grosso do Sul, a partir da emancipação do Estado do Mato Grosso, uma divisão desejada desde o término da Guerra do Paraguai.